# Vietnamkriget
Vietnamkriget var en militär konflikt under kalla kriget i Vietnam, Laos och Kambodja från 1 november 1955 till Saigons fall den 30 april 1975. Detta krig följde Indokinakriget och utkämpades mellan å ena sidan den sydvietnamesiska gerillarörelsen FNL och Nordvietnam, som stöttades av Kina och Sovjetunionen, och å andra sidan Sydvietnams regering och USA, med stöd av en del andra antikommunistiska stater. Kriget slutade med nordvietnamesisk seger och Vietnams förening under ledning av Vietnams kommunistiska parti. Konflikten hade sin bakgrund i det tidigare Indokinakriget under åren 1946–1954, vilket ledde till Vietnams delning längs med den sjuttonde breddgraden. Nordvietnam stod under ledning av Ho Chi Minh och i Sydvietnam blev Ngo Dinh Diem president år 1955. Under krigsåren fick Nordvietnam stöd från Sovjetunionen och Kina, medan USA deltog i konflikten på Sydvietnams sida.

## Krigets skeden

### Upptrappningen

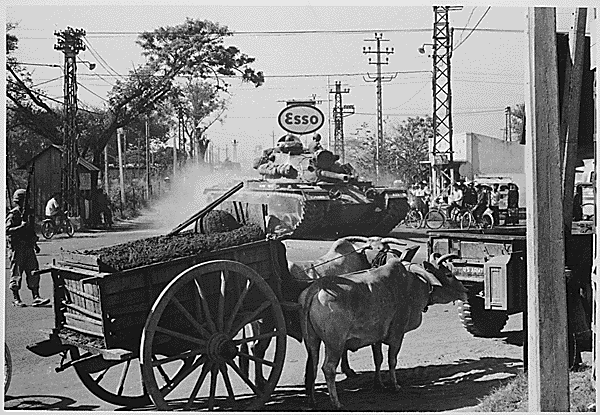
I bakgrunden: En amerikansk stridsvagn i Saigon 1966

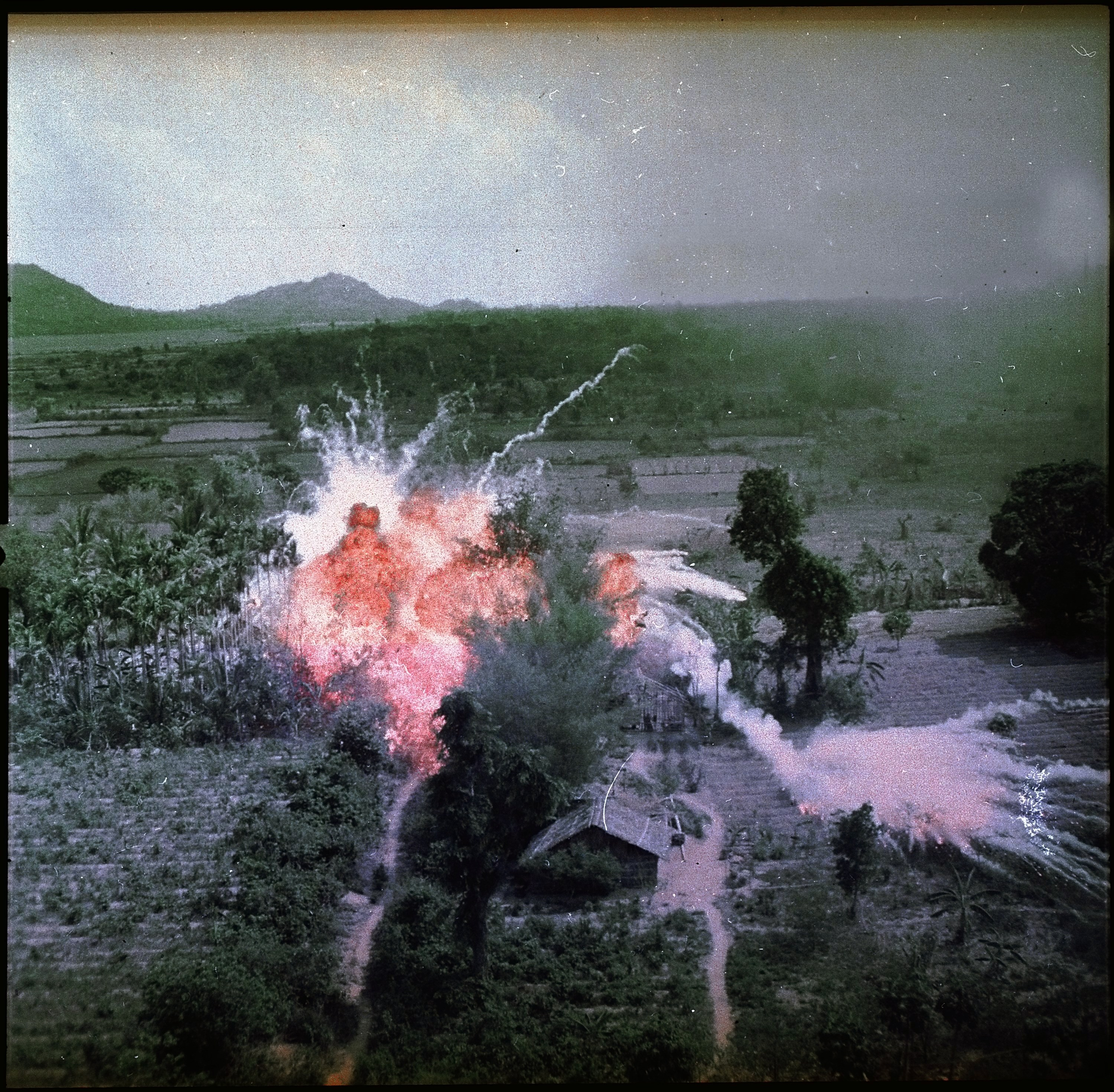
USA napalmbombar FNL-fästen på landsbygden söder om Saigon 1965.

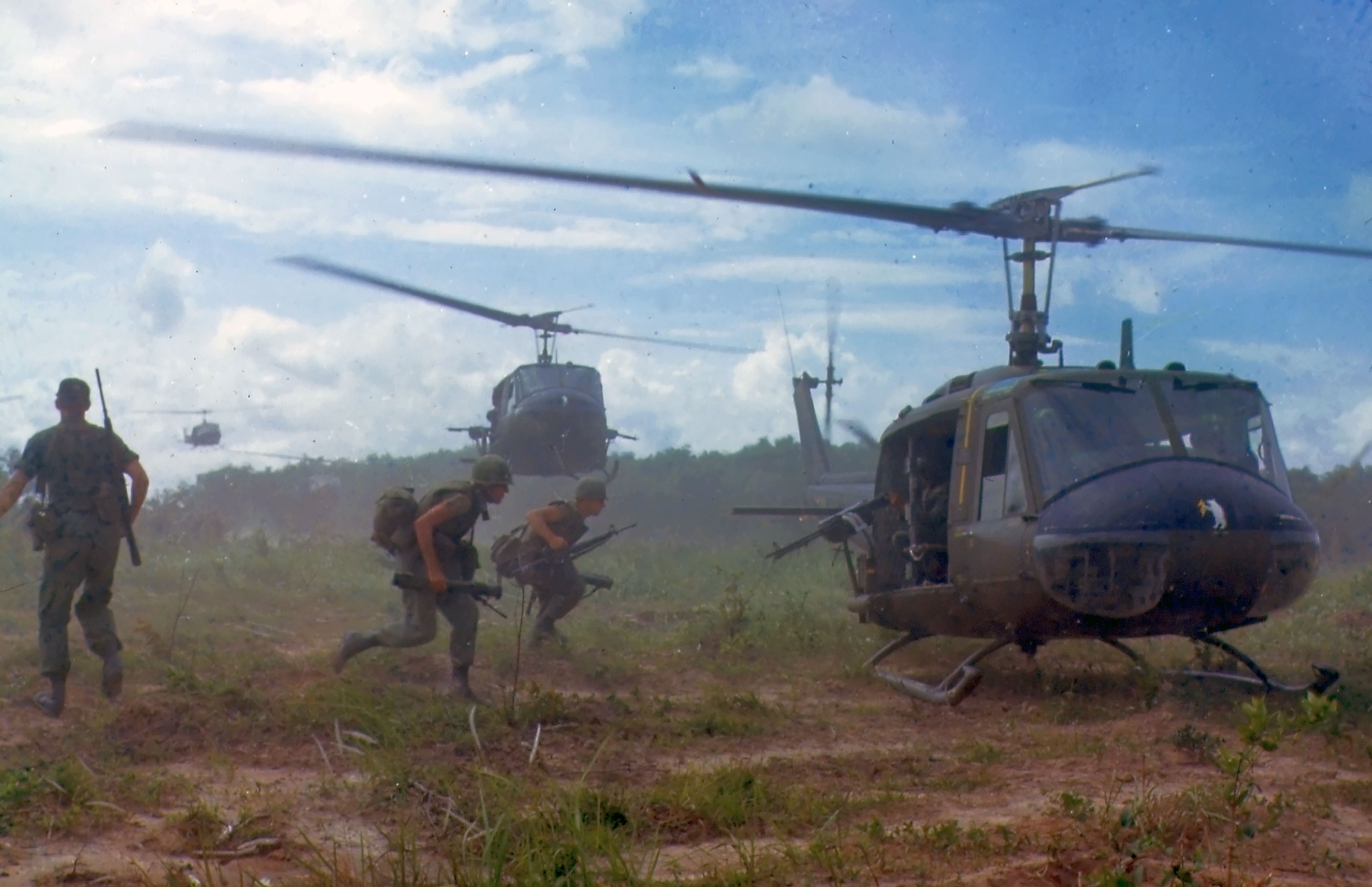
Helikoptrar, så kallade Gunships, spelade en viktig roll i den amerikanska militärens land- och luftoperationer.

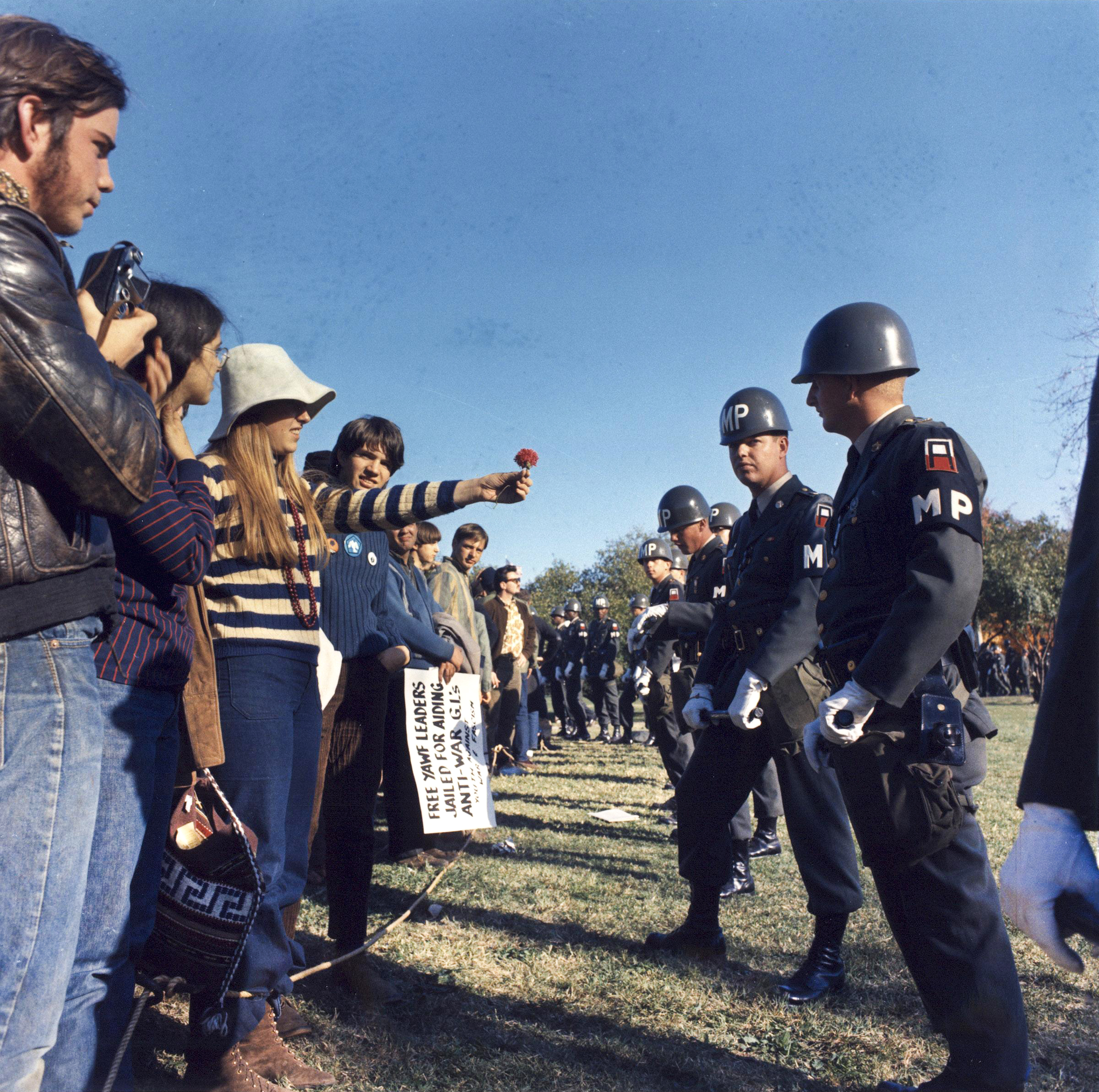
Antikrigsdemonstration i USA, 1967.

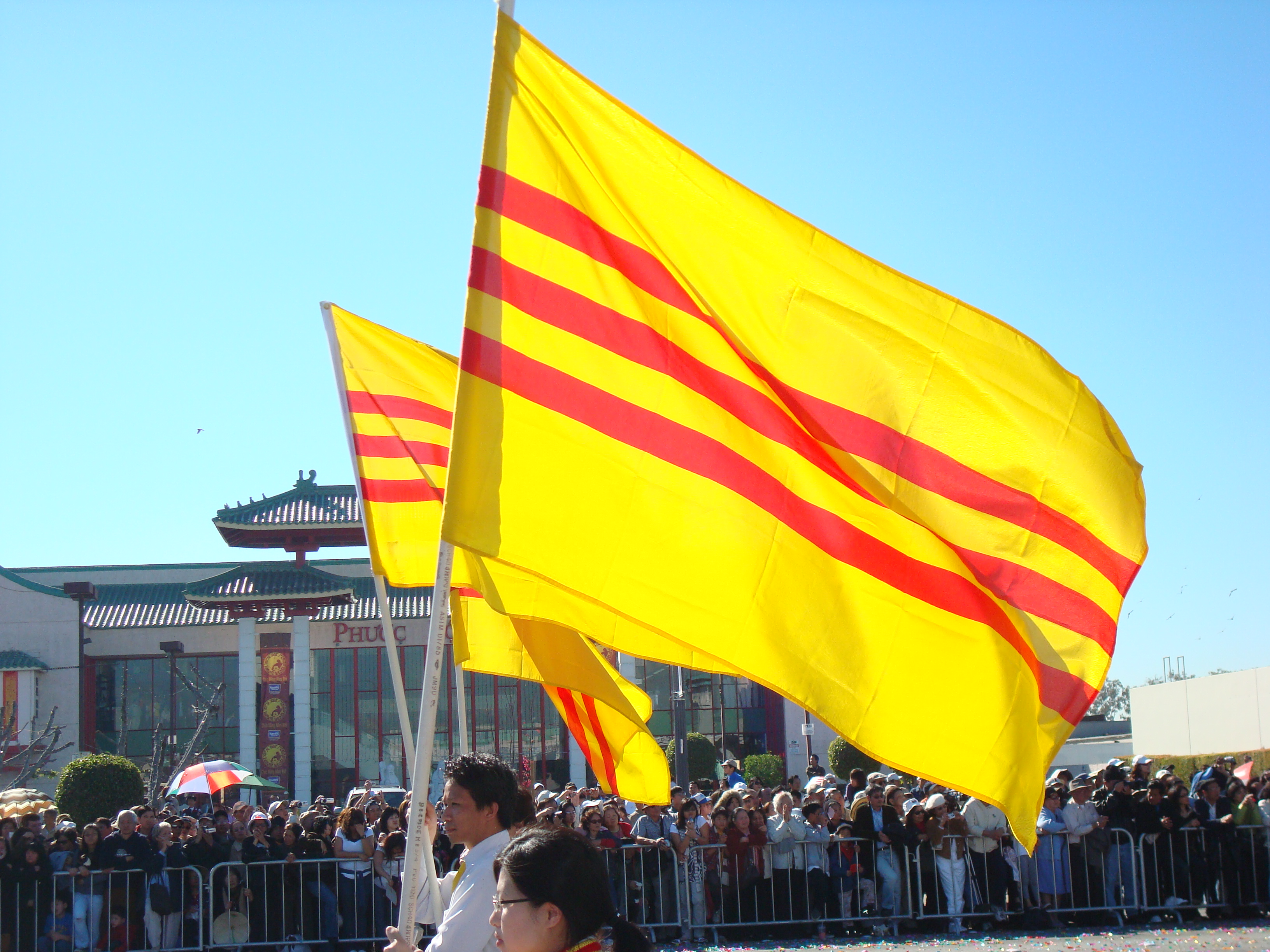
Exilvietnameser i USA marscherar med Sydvietnams flagga – en markering mot kommunistregimen i hemlandet.

Efter Indokinakriget planerades demokratiska val att hållas 1956, vilket skulle skapa underlag för en återförening av det delade Vietnam. I avvaktan på valet skulle Viet Minh förvalta den norra delen av landet och den södra delen, som Frankrike skapat, skulle förvaltas av Bao Dai. Bao Dai var Annams (det mellersta Vietnams) siste kejsare och hade lett en marionettregim under den japanska ockupationen.
Valen blev dock aldrig av. Fyra dagar innan de planerade överläggningarna skulle inledas gjorde president Ngo Dinh Diem i Sydvietnam ett uttalande som klargjorde att han inte hade för avsikt att delta i dessa och inte heller i något val. Orsaken var att han, liksom USA:s regering, insåg att hans regim inte skulle kunna vinna ett val mot Ho Chi Minh, även under övervakning av FN och den internationella kontrollkommissionen.  Ett kommunistiskt Vietnam sågs av USA som en risk för att det strategiskt viktiga Sydostasien skulle bli kommunistiskt, enligt dominoteorin.
I strid mot Genèveöverenskommelsen 1954 utropades därför den sydvietnamesiska Republiken Vietnam i oktober 1955 med amerikanskt stöd. Bao Dai tvingades avgå till förmån för Ngo Dinh Diem, som installerades som president efter ett val. Hans regim blev snabbt avskydd och landet drabbades av protester, bland annat därför att Diem var katolik medan huvuddelen av befolkningen var buddhister. Diem svarade på protesterna med terror. Tusentals människor fängslades och dödades. I norra Vietnam konfiskerade den kommunistiska regeringen de privata företagens och köpmännens egendomar och upprättade en byråkratiskt styrd kommandoekonomi. De tog också initiativ till att skapa Sydvietnams nationella befrielsefront (i Sverige kallad FNL efter sin franska förkortning), en väpnad gerillagruppering i Sydvietnam.
USA fortsatte att trappa upp sina insatser. I slutet av år 1961 fanns det drygt 1 500 amerikanska soldater i Vietnam, ett år senare nära 10 000. Trots att den alltmer avskydda Diem fortsatt stöttades från amerikanskt håll, fortsatte den sydvietnamesiska regimen att försvagas. Underrättelsedokument visar på en intention hos amerikanerna att på sikt försöka tillsätta en buddhistisk eller rent av thanistisk politiker till presidentposten i Sydvietnam.

### Tonkinbuktsintermezzot
Det så kallade Tonkinbuktsintermezzot i Tonkinbukten brukar ofta anges som det officiella startskottet för kriget. Den 4 augusti 1964 påstod USA:s president Lyndon B. Johnson att ett antal nordvietnamesiska torpedbåtar helt oprovocerat hade angripit ett amerikanskt krigsfartyg på internationellt vatten i Tonkinbukten. Som en följd härav godkände kongressen den 7 augusti den så kallade Tonkinresolutionen, som gav presidenten fullmakt att vidta de åtgärder han fann nödvändiga för att motverka "kommunistisk aggression". Med denna resolution bakom sig lät president Johnson, med stöd från sina rådgivare, inleda flygbombningar av Nordvietnam som månaderna därpå efterföljdes av militär eskalation med reguljära amerikanska trupper. Amerikanska politiker och media hade länge hetsat för en större inblandning i kriget och många menade att de bara ville ha en anledning att ta steget fullt ut.
Uppgifterna går isär om exakt vad som hände i Tonkinbukten den natten. De flesta anser att incidenten var framprovocerad av USA och avsiktligt överdriven, men ytterligare andra hävdar att den aldrig hänt överhuvudtaget. Offentliggörandet av de så kallade Pentagon Papers 1971 visade att Johnsonadministrationen systematiskt hade gett kongressen felaktiga uppgifter rörande deltagandet i Vietnamkriget. I oktober 2005 hävdade en före detta anställd hos National Security Agency att myndigheten avsiktligt vinklade underrättelserapporter till Johnsonadministrationen rörande incidenten i Tonkinbukten för att dölja tidigare misstag. Månaden därpå släppte NSA topphemliga dokument som visade att den första sammandrabbningen, 2 augusti 1964, förvisso hade ägt rum men att det var den amerikanska jagaren USS Maddox som hade öppnat eld först medan den andra sammandrabbningen, 4 augusti, aldrig hade ägt rum överhuvudtaget.

### USA börjar bomba
Några dagar efter händelsen i Tonkinbukten började USA bomba Nordvietnam. Bomboffensiven kom att benämnas Rolling Thunder. Den styrdes från Vita huset, inte av militären. Från början var målet att skada Nordvietnams industriproduktion, men för att undvika civila offer lät man bli att bomba de två största städerna i norr. I brist på framgångar flyttades fokus mot telefon- och radionäten. Detta innebar större risk för piloterna, och ledde inte heller till önskad framgång. Än en gång ändrades fokus, och det nya målet blev bränsledepåer. Tanken var att en bränslebrist skulle försvåra materialtransporter mellan Nord- och Sydvietnam längs Ho Chi Minh-leden. Resultaten uteblev återigen.
Snart anlände fler och fler rådgivare och den 8 mars 1965 gick den amerikanska marinkåren i land vid den sydvietnamesiska staden Danang. Under 1965 sändes omkring 200 000 amerikanska soldater till Vietnam. Slaget vid Ia Drang ägde rum i november och var den första större drabbningen mellan den amerikanska armén och Nordvietnam. Efter slaget, som slutade oavgjort, trappades striderna upp och USA sände allt fler soldater till Vietnam; i början av 1968 fanns det i Vietnam nära en halv miljon amerikanska soldater, förutom mer än 600 000 man i den sydvietnamesiska armén och tiotusentals soldater från Sydkorea, Thailand, Australien och Filippinerna.
USA bombade både Nord- och Sydvietnam med förödande eldkraft. Stora områden i Sydvietnam förklarades vara ”fria eldzoner” vilket innebar att alla oidentifierade, även civila, betraktades som fiender. Under namnet ”Operation Fenix”, som utfördes 1965–1968, mördade CIA sydvietnameser som misstänktes vara medlemmar av FNL. Över 20 000 personer dödades på detta sätt. Detta var en stor del av FNL:s medlemmar och mellan 1969 och 1971 ansågs programmet av USA vara framgångsrikt för att förstöra FNL:s infrastruktur i många viktiga områden. Andra sattes i fängelse där de misshandlades och torterades, bland annat i Tigerburarna i Vietnam. Den 16 mars 1968 mördades 347 till 504 obeväpnade sydvietnamesiska medborgare av amerikanska soldater, kallat My Lai-massakern.
För att komma åt gerillaförband och nordvietnamesisk trupp släppte USA Agent Orange, ett avlövningsmedel, över stora delar av landet. Enligt Vietnams utrikesminister har 4,8 miljoner vietnameser utsatts för Agent Orange. Det har resulterat i 400 000 döda eller skadade och 500 000 barn födda med missbildningar, enligt vietnamesiska uppgifter. Under bombkriget använde USA även i stor utsträckning napalm. Företaget Dow Chemical var den huvudsakliga leverantören av stridsmedlet.
Den amerikanske befälhavaren i Vietnam, William Westmoreland, ansåg att segern nu var inom räckhåll.
Saigon-regimen blev alltmer impopulär bland Sydvietnams befolkning. FNL tog makten över landsbygden genom att dela ut land till bönderna och även genom att hota befolkningen. Nordvietnamesiska reguljära styrkor belägrade marinkårsbasen i Khe Sanh under 77 dagar. Basen låg långt ute i periferin, nära gränsen till Laos. NVA (Nordvietnams armé) samlade stora mängder trupp och besköt basen med intensiv artillerield, men hade egentligen inte för avsikt att inta Khe Sanh. Syftet var istället att distrahera amerikanerna inför Têt-offensiven.

### Têt-offensiven
Under det vietnamesiska nyåret i februari 1968 inleddes Têt-offensiven på bred front och ett FNL-kommando trängde ända in på amerikanska ambassaden i Saigon. Têt-offensiven var inledningsvis en kraftfull framgång och den amerikanska stridsledningen var djupt skakad. FNL gick efterhand på defensiven till följd av de stora förluster det åsamkats; totalt anses FNL ha förlorat 30 000 soldater. I Hue-massakern, som händelsen kom att kallas, dödades tusentals civila av FNL under deras ockupation av vissa delar av Hue.
Ställd inför militärens krav på ökade truppinsatser och de allt högre politiska kostnaderna, förklarade dock den amerikanske presidenten Lyndon B. Johnson att han var beredd att inleda fredssamtal och att han inte hade några planer på att ställa upp för omval – antikrigsoppositionen hade blivit honom för stark. Johnson kunde inte längre framträda offentligt utan att mötas av en antikrigsdemonstration. "LBJ, how many kids did you kill today?" ("LBJ, hur många barn dödade du idag?"), hördes i demonstrationer över hela USA. De amerikanska förlusterna började bli kännbara, över 40 000 man hade stupat fram till 1968.
Johnson efterträddes av Richard Nixon, Eisenhowers vicepresident, som under valkampanjen påstått sig ha en hemlig plan för att göra slut på kriget.

### Nixons plan
Planen innebar en så kallad "vietnamisering" av kriget. Genom att ta hem de amerikanska styrkorna och istället låta Sydvietnamesisk militär stå för sitt eget försvar skulle antikrigsrörelsen tillfredsställas.
När den första antikrigsdemonstrationen hölls i Washington 1965 hade cirka 20 000 människor samlats. I Washington november 1969 demonstrerade runt 500 000 människor mot kriget. Opinionsundersökningar började visa att en klar majoritet av landets befolkning ansåg att USA skulle lämna Vietnam.
När Nixon 1970 lät invadera Kambodja för att skära av FNL:s försörjningslinjer möttes han av våldsamma protester. En rad universitet ockuperades av sina studenter som höll protestmöten och seminarier mot kriget. Antikrigsopinionen trängde till och med in i armén. Vägran att tjänstgöra i Vietnam blev allt vanligare, samtidigt som protester mot kriget började märkas även bland de amerikanska soldaterna i Vietnam. Tiotusentals inkallade valde att antingen vägra att inställa sig för tjänstgöring eller desertera.
Nixon erkände i sina memoarer att han redan 1969 insåg att en militär upptrappning skulle innebära att den amerikanska allmänheten blev allt mer kritisk till kriget. Trots detta försökte han utvidga krigsinsatserna, och chansa med ett anfall mot nordvietnamesernas baser i Kambodja.

### USA lämnar Vietnam
I början av 1973 gick Sydvietnam och USA med på att underteckna ett vapenstilleståndsavtal. Men vapenstilleståndet bröt snart samman och kriget i Vietnam flammade upp på nytt. Den med amerikanska medel beväpnade sydvietnamesiska regimen visade sig dock ha mycket låg stridsmoral. Lämnad på egen hand kollapsade den snabbare än vad till och med dess motståndare väntat sig. Våren 1975 företog Nordvietnam en fullskalig invasion, och den 30 april föll Saigon.
Segern hade vunnits till ett fruktansvärt pris. Cirka en halv miljon vietnameser förlorade livet under det första Indokinakriget mot Frankrike; under det andra antas två till tre miljoner vietnameser ha dött – och dessa siffror säger inget om de miljoner och åter miljoner av lemlästade och hemlösa. Förödelsen var fruktansvärd. Mängder av byar i södra Vietnam hade raserats och befolkningen tvingats att flytta i fåfänga försök att isolera FNL. Till detta kom effekterna av de enorma mängder av kemiska bekämpningsmedel som använts av USA för att avlöva djungelområden.

### Efterföljder
Efter krigets slut hävdade Internationella Röda korset att 65 000–70 000 personer hade utsatts för folkrättsstridiga övergrepp av de amerikanska och sydvietnamesiska fångvaktarna. Vid krigets slut hade över 7 miljoner ton bomber fällts över Indokina – mer än dubbelt så mycket som under hela andra världskriget inräknat både Europa och Asien.

#### Skador av Agent orange
Flygplanen fällde även aerosoler med växtgiftet Agent orange för att förstöra träd och annan grönska. Biprodukten 2,3,7,8-Tetraklordibenso-p-dioxin som bildades vid syntesen av 2,4,5-Triklorfenoxiättiksyra visade sig även orsaka födelseskador på nyfödda barn. Miljontals vietnameser i flera generationer har drabbats av skador och sjukdomar, bland annat cancer, på grund av Agent Orange. Runt 150 000 barn har fötts med missbildningar och skador som misstänks vara orsakade av medlet. En grupp vietnameser har också stämt Monsanto Corporation och Dow Chemical i amerikansk domstol utan framgång. USA har genom åren nekat till ansvar för att ha förgiftat stora delar av Vietnam. Däremot har amerikanska veteraner som exponerats för gifterna fått rätt till ersättning från staten. Efter närmare 40 år, 2012, har amerikanska myndigheter för första gången direkt bidragit till arbetet för att sanera marker och vattendrag från Agent Orange. USA bidrar med motsvarande cirka 275 miljoner kronor i projektet som utförs av amerikanska företag i samarbete med Vietnams försvarsdepartement. Saneringen görs i området runt Dan, som var en förvaringscentral för medlet under kriget.

#### Politiska följder i Vietnam
Efter krigets slut tillträdde kommunistregimer i Vietnam liksom i Laos och Kambodja. Hundratusentals sydvietnameser, anklagade för samröre med den förra regimen, sattes i fängelseläger av kommunisterna. Miljoner människor flydde landet efter Saigons fall – 800 000 bara till USA. Vietnam är än i dag en enpartidiktatur, och under 1990-talet genomfördes reformer i kapitalistisk riktning. Det gjordes även närmanden till USA.

### Uteblivet bistånd från USA
Den 27 januari 1973 undertecknade USA i Paris "överenskommelsen för att avsluta kriget och återupprätta freden i Vietnam". En av punkterna som USA undertecknade var artikel 21: "I enlighet med sin traditionella politik skall USA bidraga till att krigssåren läks och att återuppbygga Vietnams demokratiska republik och Indokina." Fem dagar senare, den 1 februari, skickade president Nixon ett meddelande till Nordvietnams premiärminister och upprepade och utvecklade sig angående detta löfte. De två första principerna i presidentens meddelande var: Regeringen för Amerikas förenta stater kommer utan några politiska villkor att bidraga till återuppbyggandet av Nordvietnam. Preliminära amerikanska undersökningar visar att ett lämpligt bidrag från USA till återuppbyggandet efter kriget rör sig omkring 3,25 miljarder dollar under fem år. Andra former av bistånd får de bägge parterna komma överens om. Denna uppskattning kan vara föremål för revidering och detaljdiskussion mellan Förenta staternas regering och regeringen för Vietnams demokratiska republik.
USA uppfyllde aldrig sitt löfte om bistånd. Tvärtom införde USA ett totalförbud mot handel och bistånd till landet, ett förbud som varade till 1994.

## Dödstal

### Den vietnamesiska befolkningen
Hur många vietnameser som dödades under kriget var länge oklart. Den lägsta uppskattningen gjordes av den vietnamesiska regeringen några år efter krigets slut. Här uppskattades antalet döda till cirka två miljoner vietnameser totalt, inklusive både civila och militära dödsoffer på båda sidorna. Uppskattningar från bland annat FN och USA uppskattade att cirka 4–5 miljoner vietnameser hade dött under kriget. Enligt ett uttalande av den vietnamesiska regeringen 1995 uppskattar man att 5,2 miljoner, eller var åttonde invånare, hade dödats under inbördeskriget - den tidigare lägre siffran hade publicerats för att inte demoralisera befolkningen.
Folkmordsforskaren Rudolph Rummel uppger antalet dödade av Sydvietnam till 90 000 och antalet dödade av Nordvietnam och FNL till 1 670 000.

### Förluster i stridande förband
| Land                | Största truppstyrka | Antal döda |
| ------------------- | ------------------- | ---------- |
| USA                 | 543 400             | 58 220     |
| Sydkorea            | 48 892              | 4 407      |
| Thailand            | 11 568              | 350        |
| Sydvietnam          | 1 048 000           | 257 625    |
| Nordvietnam och FNL | 1 000               | 924 048    |
| Australien          | 7 672               | 520        |
| Nya Zeeland         | 550                 | 35         |
| Taiwan              | 320                 | 78         |
| Spanien             | 300                 | 112        |

Källa: Australiensiska staten

### Amerikanska förluster
Enbart i Vietnamkriget (det vill säga exklusive Laos och Kambodja) rapporterades cirka 58 230 amerikaner som stupade och cirka 1 900 som saknade. Det högsta antalet amerikanska soldater i Vietnam vid en och samma tidpunkt var drygt 569 000. Detta gäller dock endast amerikansk militär personal, med fötterna rent fysiskt i Vietnam. Till detta kommer också omkring 1,2 miljoner soldater stationerade utanför Vietnam.
| Land | Försvarsgren | Antal som tjänstgjorde | Dödade | Sårade  | Saknade |
| ---- | ------------ | ---------------------- | ------ | ------- | ------- |
| USA  | Armén        | 4 368 000              | 38 218 | 96 802  |         |
|      | Marinkåren   | 794 000                | 14 400 | 51 392  |         |
|      | Flottan      | 1 842 000              | 2 565  | 4 178   |         |
|      | Flygvapnet   | 1 740 000              | 2 587  | 1 021   |         |
|      | Totalt       | 8 744 000              | 58 209 | 153 303 | 1 948   |

## Debatt och kultur

### Debatt
Vietnamkriget, och i synnerhet USA:s inblandning, var hett debatterat när det pågick och fortsätter att vara föremål för debatt. Generellt brukar personer som identifierar sig som vänster anse att Vietnamkriget var ett helt onödigt och illegitimt krig. Jan Guillou skrev i Aftonbladet att ”det fanns inga respektabla eller ens så kallat realpolitiska godtagbara motiv för denna [amerikanska] folkmordspolitik” och kallade Vietnamkriget ”USA:s längsta, grymmaste och mest meningslösa krig”. Vietnamrörelsen i Sverige dominerades av De förenade FNL-grupperna, medan den socialdemokratiskt styrda Svenska kommittén för Vietnam spelade en mer blygsam roll. Russelltribunalen kom fram till att USA begått krigsförbrytelser i Indokina.
Neokonservativa debattörer har ibland uttryckt att kriget var nödvändigt för att bekämpa kommunismen och jämför bland annat med Koreakriget, som medförde ungefär lika stora amerikanska dödsoffer. Man menar att Sydkoreas utveckling till en välmående demokrati visar att krig kan vara nödvändiga och ha en positiv inverkan på utvecklingen. Det finns även de som hävdar att det var ett felaktigt beslut att dra sig ur kriget. Ett exempel är ett tal av President George W. Bush 2007 där han hävdar att "priset för USA:s tillbakadragande betalades av miljontals oskyldiga medborgare vilkas våndor skulle lägga ord som 'båtflyktingar', 'omskolningsläger' och 'dödsfält' till vår vokabulär."
Robert McNamara delar dock inte den här neokonservativa åsikten. McNamara var som USA:s försvarsminister en av nyckelpersonerna bakom USA:s upptrappning av militär närvaro och övergång till fullskaligt krig i mitten på 60-talet.